# Gary O'Toole
Gary O'Toole (Dublino, 6 agosto 1968) è un ex nuotatore irlandese.

## Palmarès
- Europei
  - 1989 - Bonn: argento nei 200 m rana.